# Andrea Sacchi
Andrea Sacchi (30. listopadu 1599, Řím – 21. června 1661, tamtéž) byl italský barokní malíř, který pracoval v Římě. Mezi umělce, kteří sdíleli jeho malířský styl, patřili Nicolas Poussin, Giovanni Battista Passeri, sochaři Alessandro Algardi a François Duquesnoy a tehdejší životopisec Giovanni Bellori. Sacchiho patronem byl italský kardinál Francesco Maria del Monte.

## Životopis
Andrea Sacchi se narodil v Římě. Jeho otec Benedetto, sám průměrný malíř, brzy rozeznal talent svého syna. Podle životopisce Giovanni Pietro Belloriho (který byl také velkým přítelem Sacchiho) Benedetto navrhl, aby jeho syna učil Giuseppe Cesari, zvaný také Cavaliere d'Arpino.
Toto jsou Belloriho slova:
... tehdy Benedetto, jeho otec, zjistil, že syn ho přes své mládí překonal, a netroufal si ho dále učit sám; moudře se rozhodl poskytnout mu lepšího učitele a doporučil mu Giuseppe d'Arpina, který ho rád vzal do své školy. Giuseppe d'Arpino brzy zjistil, že Sacchi je pozornější a snaživější než jiní jeho žáci.
Sacchi později přešel do malířské dílny Francesca Albaniho. Většinu svého života strávil v Římě, kde také zemřel. Na počátku jeho umělecké kariéry mu hodně pomohl jeho patron kardinál Antonio Barberini, který mu svěřil zakázku pro kapucínský kostel v Římě a zakázku pro Palazzo Barberini. Podle jeho současníka a uměleckého rivala Pietra da Cortona, Sacchi studoval obrazy Raffaela Santi (Raffaello Sanzio da Urbino, 1483–1520) a vliv tohoto malíře je patrný v řadě Sacchiho prací. Sacchi údajně cestoval do Benátek a Parmy a studoval díla Correggiova.
Dvě z jeho hlavních děl na plátně jsou oltářní obrazy, které jsou nyní v Pinacoteca Vaticana, malířské galerii ve Vatikánu (viz hlavní díla níže).

## Diskuse s malířem Pietro da Cortona
Jako mladík Sacchi spolupracoval s Pietrem da Cortonou ve Villa Sacchetti v Castelfusano. V řadě veřejných debat v římské gildě Sacchi velmi kritizoval Cortonovu nevázanost. Ale význam jejich pře tkví především v rozdílných názorech těchto dvou předních zastánců hlavních malířských stylů, stylu zvaného klasický a barokní. Sacchi obhajoval názor, že vzhledem k tomu, že každá postava v kompozici musí být přiřazena jedinečnému individuálnímu výrazu, gestu a pohybu, měla by kompozice obsahovat jen několik postav. V přeplněných kompozicích jsou postavy zbaveny individuality a celkové vyznění obrazu se tím ztrácí, téma se stává nejasným. V některých ohledech to byla také reakce na velkou oblíbenost davových scén v dílech Taddea Zuccari v minulé generaci a jeho současníka Pietra da Cortony. Jednoduchost a jednota byly pro Sacchiho zásadní. Cortona ve svém protinávrhu hájil názor, že velké obrazy se spoustou osobností představují epické ztvárnění námětu, které je schopno rozvinout několik dalších dílčích témat. Ale pro Sacchiho obraz s přehnanými dekorativními detaily, včetně zobrazení davů, představoval spíše tapetový papír než epický příběh. Mezi zastánce Sacchiho zásady jednoduchosti a zaměření na námět byli jeho přátelé, sochař Algardi a malíř Poussin. Kontroverze však nebyla tak ostrá, jak někteří naznačují.
Sacchi a Albani sdíleli také nespokojenost s žánrovou malbou, tedy se zobrazením výjevů z života prostých lidí, obrazy s předměty každodenního užívání, což byla témata, která upřednostňovali Bamboccianti a dokonce i Caravaggisté. Podle jejich názoru by se umění mělo soustředit na ušlechtilá témata – náměty biblické, mytologické nebo témata z klasické dávné historie.
Sacchi, který pracoval téměř po celý život Římě, zanechal několik svých obrazů v soukromých galeriích. Měl vzkvétající školu: Carlo Maratta byl jeho mladší spolupracovník nebo žák. Sacchho dílem byli ovlivněni takoví umělci jako Francesco Fiorelli, Luigi Garzi, Francesco Lauri, Andrea Camassei a Giacinto Gimignani. Sacchiho vlastní nemanželský syn Giuseppe Sacchi, který měl před sebou nadějnou budoucnost, zemřel mladý.
Sacchi zemřel v Nettuno, v římské oblasti Lazio, v roce 1661.

## Hlavní díla

### Alegorie božské moudrosti

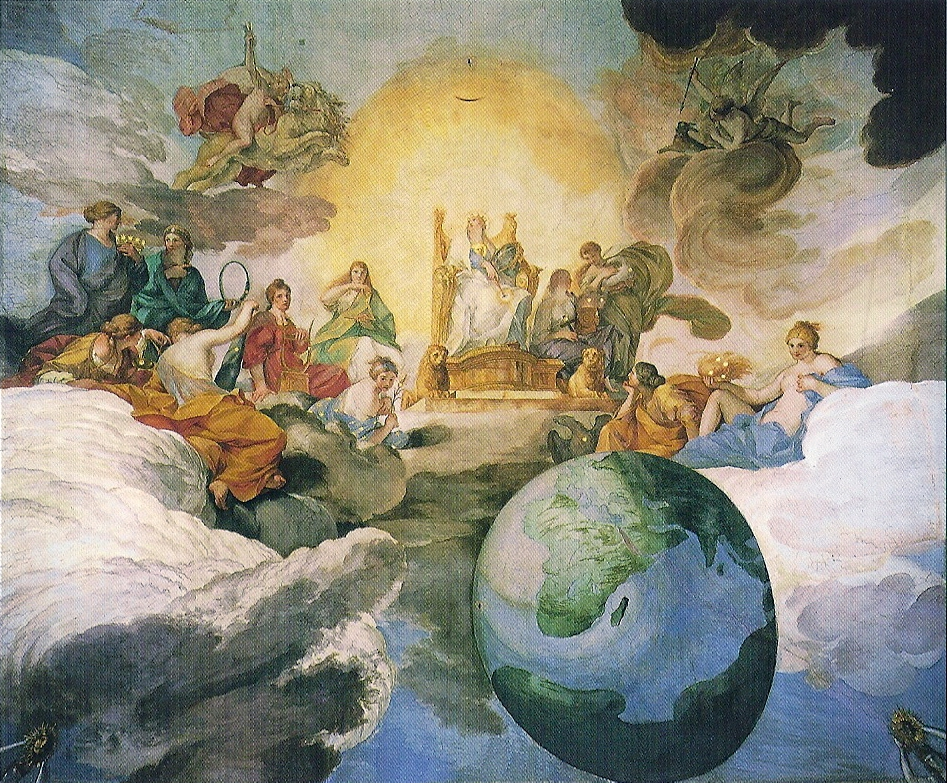
Alegorie božské moudrosti, detail fresky v Palazzo Barberini

Tato Sacciho freska v Palazzo Barberini v Římě je považována za jeho mistrovské dílo. Podle amerického historika umění Josepha Connorse je osobní znak papeže Urbana VIII. – vycházející Slunce – zobrazen tak, aby návštěvník paláce viděl Slunce Božské moudrosti a na trůnu souhvězdí lva. Z pravostranného pohledu slunce Božské moudrosti vypadá, jako by se vznášelo nad kopulí kaple, vyzařovalo dolů své blahodárné světlo. „... Scottova astrologická interpretace... je přesvědčivá, protože je to také politická interpretace. Kvůli příhodnému spojení hvězd ve dvou klíčových okamžicích narození a volby papeže Urbana VIII., jsou Barberiniové zrozeni a předurčeni vládnout. Campanella by byl mohl papežovi říct, že když byl zvolen, slunce vstoupilo do Velkého konjunkčního spojení s Jupiterem (jehož orlici ukazuje Sacchi ve spojení se sluncem a lvem). Synovec papeže Urbana VIII. Taddeo Barberini, patron tohoto křídla paláce, do něhož rodina vkládala naděje na potomstvo a pokračování rodu, měl horoskop podobný se svým strýcem a náhodou to tak bylo i v případě dítěte, které se mu narodilo během jeho pobytu v paláci. Malá kaple přiléhající k Sacchiho fresce byla navržena pro křest dítěte a její fresky nesly všechny obvyklé talismany plodnosti. Hvězdy ukazovaly na příznivou budoucnost rodiny zrozené a vyvolené vládnout po celé další generace.

### Vize sv. Romualda

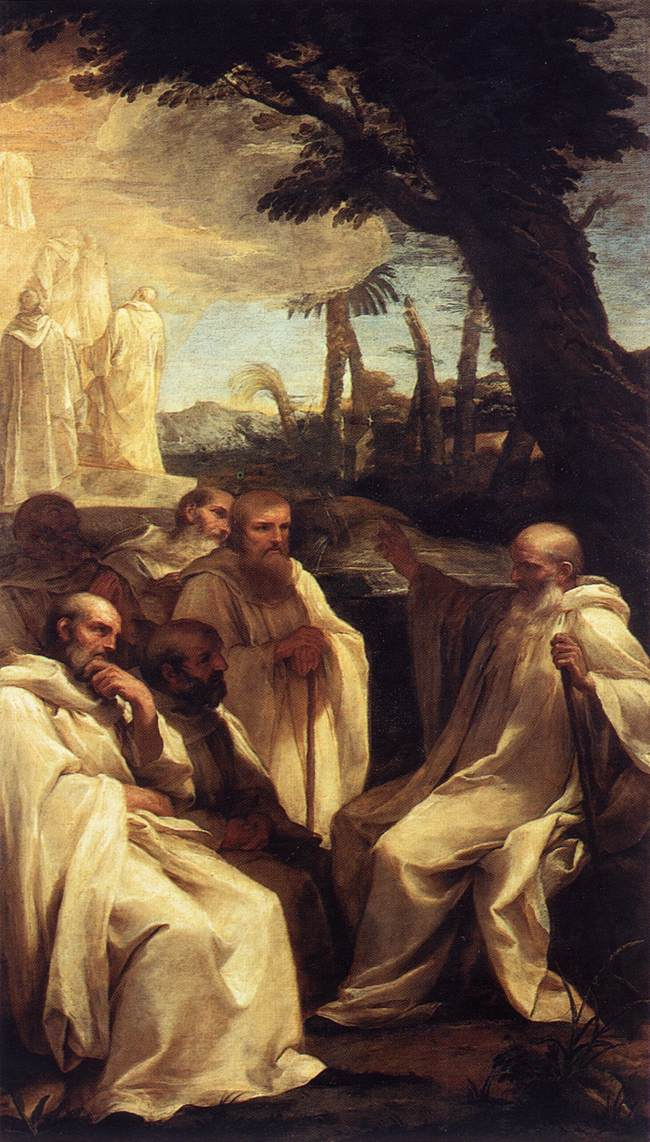
Vidění svatého Romualda, olej na plátně, 310 x 175 cm

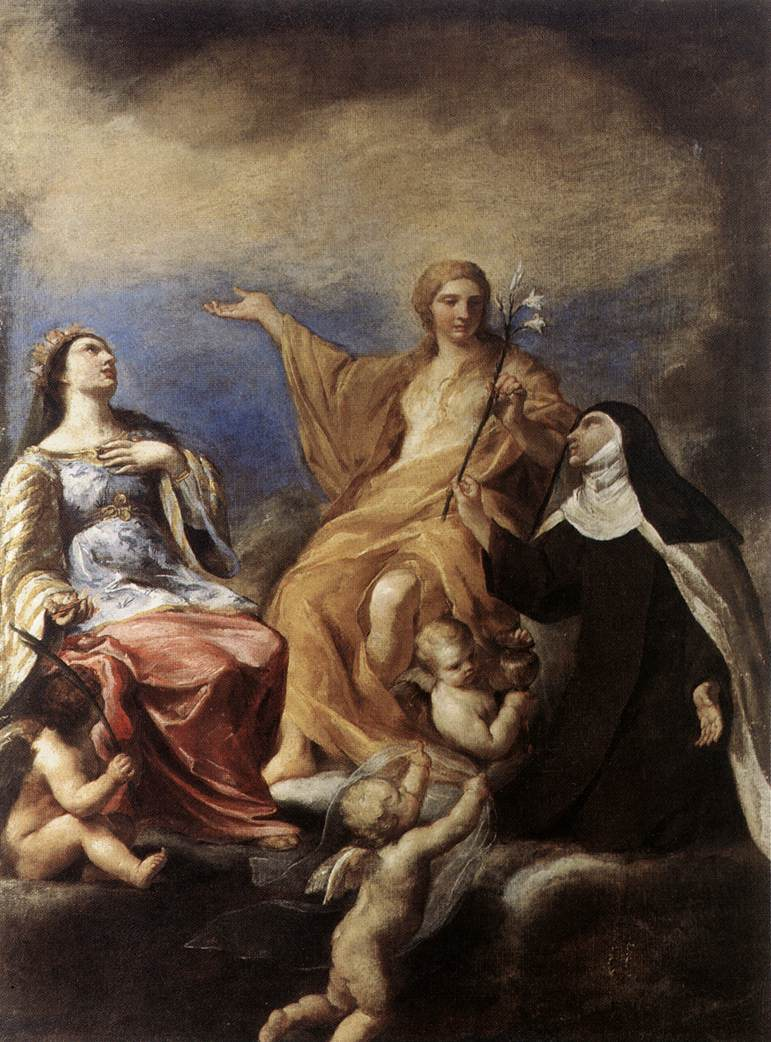
Tři Marie

Obraz byl dokončen v roce 1631, dnes je v Pinacoteca Vaticana. Připomíná epizodu v životě mladého mnicha, pozdějšího svatého Romualda. Objednavatelem byli mniši a jeptišky z Camaldoli (latinsky Ordo Camaldulensium). Jsou to dvě různá, ale příbuzná klášterní společenství, která se uchylují k mnišskému životu podle svatého Romualda. Jejich jméno je odvozeno z názvu Svaté poustevny (italské: Sacro Eremo) Camaldoli, vysoko v horách centrální Itálie, poblíž města Arezzo. Společenství Camaldolese prý snilo o tom, že členové jeho řádu v bílém rouchu vystoupí na nebesa, jak je vidět na pozadí obrazu. Pro Sacchiho dílo je typické zobrazení klidu a vážnosti mnichů, diskutujících o filozofických tématech.

### Svatý Řehoř a zázrak s korporálem
Také známý jako Zázrak sv. Řehoře Velkého, tento obraz byl ukončen v letech 1625–57. Nyní je v Pinacoteca Vaticana.
Plátno zobrazuje tuto legendu: císařovna Constantia prosila papeže Řehoře I. (540–604), aby jí věnoval část ostatků z těla svatých Petra a Pavla, ale papež, nechtěje narušit svaté ostatky, poslal jí část plátna, do kterého bylo zabaleno tělo sv. Jana Evangelisty. Constantia odmítla tento dar od papeže jako nedostatečný. Proto Řehoř I. aby dokázal, že moc ostatků dělá zázraky (a ospravedlňuje jejich cenu), položil látku na oltář a po modlitbě plátno propíchl nožem. Z plátna tekla krev jako z živého těla. V roce 1771 byla vytvořena mozaiková kopie tohoto obrazu pro baziliku svatého Petra v Římě. Tento obraz odráží postoje uvedené v kánonech po koncilu v Tridentu (1545–1563), kde relikvie hrály důležitou roli v zázracích. Papež sloužil jako konečný tlumočník svatosti a následně se to stalo metaforou eucharistie jako zázraku proměny vína a chleba v krev a tělo Ježíše Krista.

## Ostatní práce
Další slavná díla:
- Smrt svaté Anny, San Carlo ai Catinari, Řím
- Svatý Ondřej, Kvirinálský palác, Řím
- Svatý Josef, Caponile Case
- Tři Marie, 1634, Palazzo Barberini, Řím

Další Sacchiho oltářní obrazy jsou v Perugii, Folignu a Camerinu.